# Ruschia gracilipes
Ruschia gracilipes är en isörtsväxtart som beskrevs av L. Bol. Ruschia gracilipes ingår i släktet Ruschia och familjen isörtsväxter. Inga underarter finns listade i Catalogue of Life.